# Alfa Romeo 50
Alfa Romeo 50 — первый итальянский грузовик, производимый компанией Alfa Romeo с 1931 по 1934 год. Компания создала свой первый грузовик в партнерстве с Büssing, дочерней компанией MAN.

## Технические особенности
- Грузовик «Biscione», лицензионная копия немецкого грузовика Bussing-NAG 50, мог тащить за собой прицеп весом в 14 тонн в своей обычной версии.

- Габариты грузовика были 8,85 м (348 дюймов) в длину (вместе с прицепом), и 2,45 м (96 дюймов) в ширину, и 2,50 м (98 дюймов) в высоту.

- Alfa Romeo 50 оснащался 10,6-литровым шестицилиндровым дизельным двигателем, выдающим 80 л.с. (60 кВт) при 1200 об/мин. Максимальная скорость грузовика была только 33 км/ч (21 миль/ч).

## Производство
Всего было выпущено 115 экземпляров.